# Sebastien De Maio
Sebastien De Maio (Saint-Denis, 5 de março de 1987) é um futebolista profissional franco-italiano que atua como defensor.

## Carreira
Sebastien De Maio começou a carreira no Nancy.